# 皇吾洞
皇吾洞（：／ Hwango dong */?）是大韩民国庆尚北道庆州市下辖的一个洞。

## 主要设施
- 慶州站
- 韩国外换银行
- 储蓄互助社
- 韩国农业协会
- 韩亚银行
- 韩国农业协会
- SC第一銀行
- 中小企业银行
- 慶州中學
- 慶州高等學校